# Miss North Carolina USA

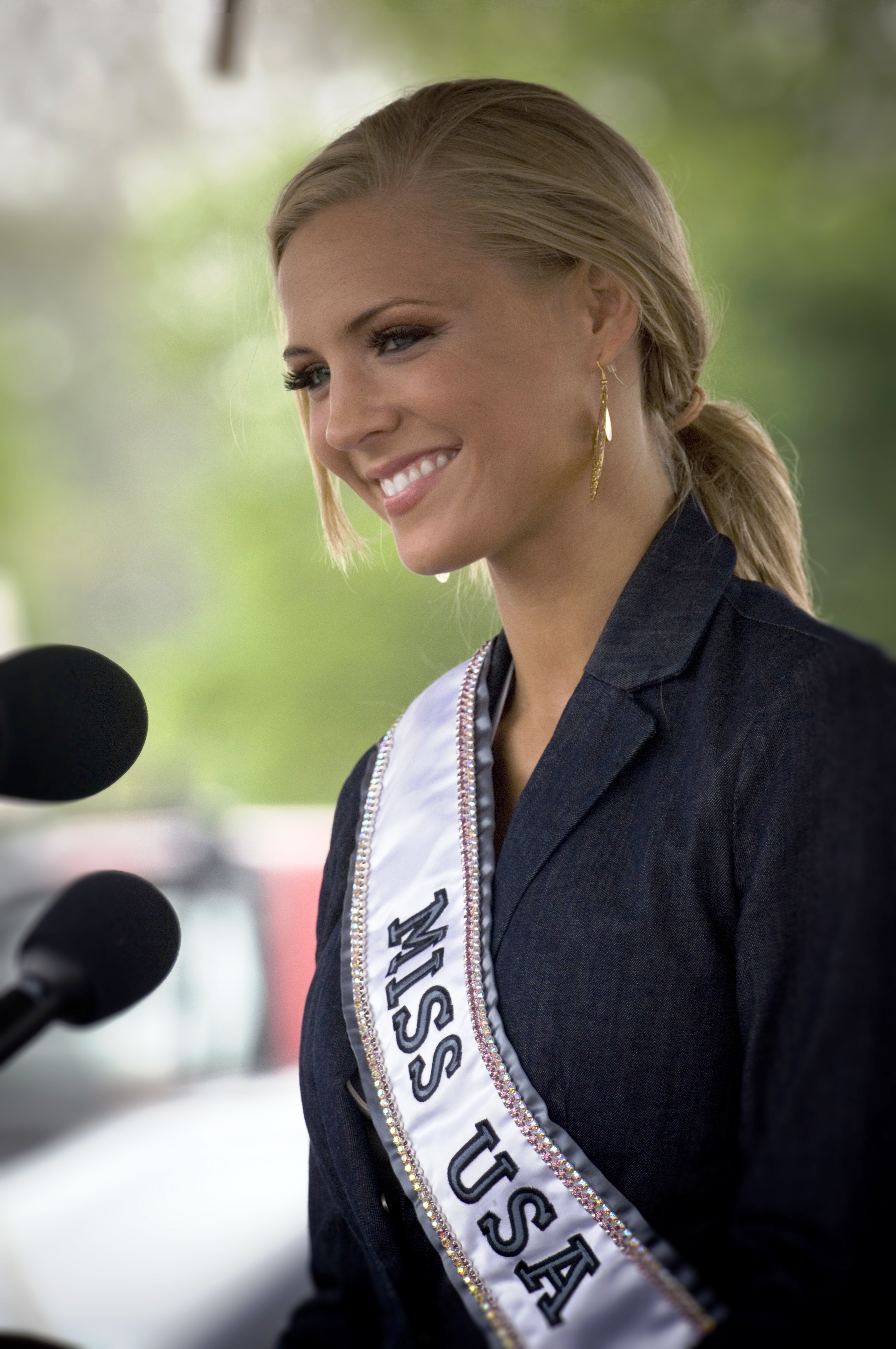
Miss USA 2009 Kristen Dalton, que competiu como Miss North Carolina USA

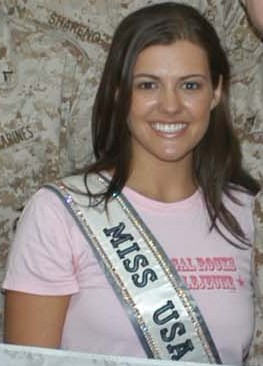
Miss USA 2005 Chelsea Cooley, da Carolina do Norte

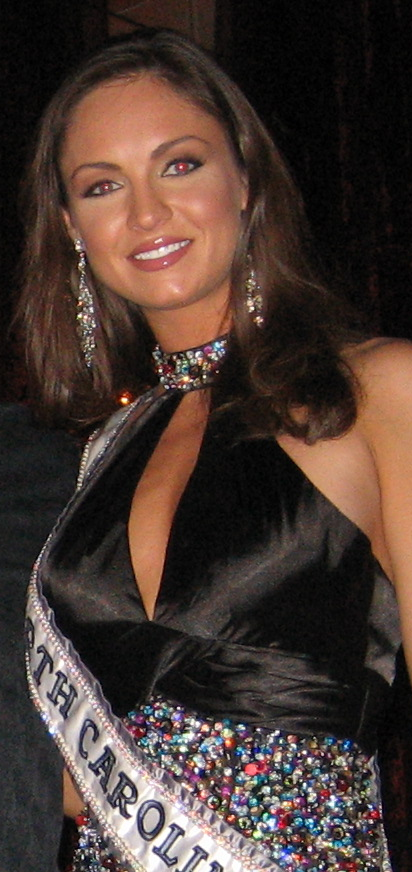
Andrea Duke, Miss North Carolina USA 2008

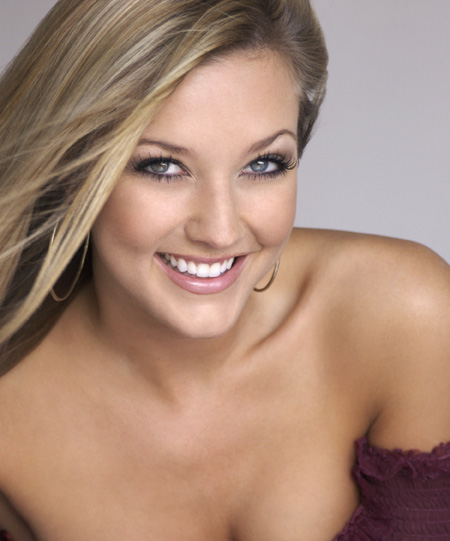
Erin O'Kelley, Miss North Carolina USA 2007

A competição de Miss North Carolina USA é o concurso de beleza destinado a eleger a representante do Estado da Carolina do Norte para o concurso Miss USA. O Estado é parte do grupo da RPM Productions.
Em 2005, a Miss North Carolina USA Chelsea Cooley venceu o título de Miss USA e ficou entre as 10 semi-finalistas do Miss Universo. Cooley foi a primeira ex-Miss North Carolina Teen USA a vencer o título adulto, no entanto ela não foi a primeira a competir no Miss Teen USA. A segunda Miss North Carolina Teen USA a vencer o título de Miss foi Erin O'Kelley em 2007. Ela ficou entre as 15 semi-finalistas no Miss USA 2007. A exemplo das vencedoras do título de Miss Utah USA, tanto Cooley como Kelley classificaram-se no Miss USA, eclipsando as suas performances juvenis. Em 2009, Kristen Dalton se tornou a segunda representante da Carolina do Norte a ser coroada Miss USA.
Duas misses North Carolina USA também competiram no Miss América.

## Sumário de resultados

### Classificações
- Vencedora(s): Chelsea Cooley (2005), Kristen Dalton (2009), Cheslie Kryst (2019)
- 2ª(s) colocada(s): Caelynn Miller-Keyes (2018)
- 3ª(s) colocada(s): Constance Ann Dorn (1975), Lynn Jenkins (1994), Ashley Puleo (2004)
- 4ª(s) colocada(s): Lyndia Ann Tarlton (1960)
- 5ª(s) colocada(s): Marcia Burton (1974)
- Semifinalistas: Shirley Bagwell (1956), Deborah Ann Falls (1972), Dianne Jamerson (1979), Cookie Noak (1984), Rhonda Nobles (1986), Tess Elliott (1992), Erin O'Kelley (2007), Ashley Love-Mills (2013)

### Premiações Especiais
- Miss Fotogenia: Pat Arnold (1991)

- Miss Simpatia:  Vera Morris (1998) e Monica Palumbo (2001)

## Vencedoras
| Ano  | Nome                   | Cidade         | Idade1 | Classificação no Miss USA | Premiações Especiais no Miss USA            | Notas |
| ---- | ---------------------- | -------------- | ------ | ------------------------- | ------------------------------------------- | --- |
| 2020 | Jane Axhoj             | Charlotte      | 21     |                           |                                             | |
| 2019 | Cheslie Kryst          | Charlotte      | 27     | Vencedora                 |                                             | |
| 2018 | Caelynn Miller-Keyes   | Asheville      | 22     | 2ª colocada               |                                             | Anteriormente Miss Virginia Teen USA 2013 |
| 2017 | Katie Coble            | Charlotte      | 26     |                           |                                             | Foi Miss North Carolina Teen USA 2007 e 3ª colocada no Miss Teen USA 2007. |
| 2016 | Devin Gant             | Charlotte      | 23     |                           |                                             | Assumiu o título quando Allie Dunn desistiu devido a doença. |
| 2015 | Julia Dalton           | Wilmington     | 24     |                           |                                             | Foi Miss North Carolina Teen USA 2008, 3ª colocada no Miss Teen USA 2008, irmã de Kristen Dalton Miss USA 2009 e filha de Jeannie Boger Miss North Carolina USA 1982                        |
| 2014 | Olivia Olvera          | Fayetteville   | 26     |                           |                                             | |
| 2013 | Ashley Love-Mills      | Raleigh        | 24     | Top 10                    |                                             | |
| 2012 | Sydney Perry           | Wilmington     | 21     |                           |                                             | Anteriormente Miss Vermont Teen USA 2008 |
| 2011 | Brittany York          | Wilmington     | 22     |                           |                                             | |
| 2010 | Nadia Moffett          | High Point     | 24     |                           |                                             | |
| 2009 | Kristen Dalton         | Wilmington     | 21     | Vencedora                 |                                             | Ficou entre as 10 semi-finalistas do Miss Universo 2009, irmã da Miss North Carolina Teen USA 2008, filha da Miss North Carolina USA 1982, 2ª colocada no Miss North Carolina Teen USA 2005 |
| 2008 | Andrea Duke            | Hendersonville | 25     |                           |                                             | Competidora no National Sweetheart 2006 |
| 2007 | Erin O'Kelley          | Asheville      | 21     | Top 15                    |                                             | Anteriormente Miss North Carolina Teen USA 2001 |
| 2006 | Samantha Holvey        | Buies Creek    | 20     |                           |                                             | |
| 2005 | Chelsea Cooley         | Charlotte      | 21     | Vencedora                 |                                             | Ficou entre as 10 semi-finalistas do Miss Universo 2005, anteriormente Miss North Carolina Teen USA 2000, Miss United States Teen 2001 (2ª colocada no Miss Teen International 2001)        |
| 2004 | Ashley Puleo           | Pinehurst      | 25     | 3ª colocada               |                                             | |
| 2003 | Kristen Luneberg       | Durham         | 22     |                           |                                             | Anteriormente Miss Rhode Island Teen USA 1998 |
| 2002 | Alison English         | Archdale       | 22     |                           |                                             | |
| 2001 | Monica Palumbo         | Charlotte      | 19     |                           | Miss Simpatia                               | |
| 2000 | Portia Lyndell Johnson | Greensboro     | 24     |                           |                                             | |
| 1999 | Joy Hall               | Sanford        | 24     |                           |                                             | |
| 1998 | Vera Morris            | Nashville      | 23     |                           | Miss Simpatia                               | |
| 1997 | Crystal McLaurin-Coney | Durham         |        |                           |                                             | |
| 1996 | Jessica McMinn         | Tuxedo         |        |                           |                                             | |
| 1995 | Michelle Mauney        | Stanley        |        |                           |                                             | semifinalista no Miss World USA 1994 |
| 1994 | Lynn Jenkins           | Gastonia       | 26     | 3ª colocada               |                                             | |
| 1993 | Christa Tyson          | Monroe         |        |                           |                                             | |
| 1992 | Tess Elliott           | High Point     | 20     | Semi-finalista            |                                             | Morreu em um acidente de esqui a algumas semanas da conclusão de seu reinado. |
| 1991 | Pat Arnold             |                | 21     | Finalista                 | Miss Fotogenia                              | |
| 1990 | Altman Allen           |                |        |                           |                                             | |
| 1989 | Jacqueline Padgette    |                |        |                           |                                             | |
| 1988 | Tammy Tolar            |                |        |                           |                                             | |
| 1987 | Donna Wilson           | Jefferson      |        |                           |                                             | |
| 1986 | Rhonda Nobles          | Fayetteville   | 20     | Semi-finalista            |                                             | |
| 1985 | Kate Kenney            | Raleigh        |        |                           |                                             | |
| 1984 | Cookie Noak            | Hickory        | 23     | Semi-finalista            |                                             | |
| 1983 | Allison Payge Pinson   | Mooresville    |        |                           |                                             | |
| 1982 | Jeannie Boger          | Sanford        |        |                           |                                             | Mãe da Miss USA 2009 Kristen Dalton (Miss North Carolina USA 2009) e Miss North Carolina Teen USA 2008 Julia Dalton (3ª colocada no Miss Teen USA 2008).                                    |
| 1981 | Lisa Colleen Swift     | Southport      |        |                           |                                             | |
| 1980 | Lori Boggs             | Kannapolis     |        |                           |                                             | |
| 1979 | Dianne Jamerson        | Asheville      |        | Semi-finalista            |                                             | |
| 1978 | Kathryn Norman         |                |        |                           |                                             | |
| 1977 | Vikki Verbyla          |                |        |                           |                                             | |
| 1976 | Dianne Bowen           | Windsor        |        |                           |                                             | |
| 1975 | Constance Ann Dorn     | Kinston        |        | 3ª colocada               |                                             | Anteriormente Miss North Carolina 1972, 2ª colocada no Miss America 1973 |
| 1974 | Marcia Burton          |                |        | 5ª colocada               |                                             | |
| 1973 | Vivian Craig           |                |        |                           |                                             | |
| 1972 | Deborah Ann Falls      |                |        | Semi-finalista            |                                             | |
| 1971 | Mary Rudroff           |                |        |                           |                                             | |
| 1970 | Susan Bodsford         |                |        |                           |                                             | |
| 1969 | Faye Bass              | Durham         | 19     | Miss Simpatia-Miss Durham | Premiação Especial de Talento United Artist | *Faye Bass Parker Myspace*Faye Johnson-movie credit |
| 1968 | Kelli Ann Moore        |                |        |                           |                                             | |
| 1967 | Patty Jean Effron      |                |        |                           |                                             | |
| 1966 | Brenda Moye            |                |        |                           |                                             | |
| 1965 | Sandra Farmer          |                |        |                           |                                             | |
| 1964 | Não competiu           |                |        |                           |                                             | |
| 1963 | Trudy Ann Cauthen      |                |        |                           |                                             | |
| 1962 | Brenda Joyce Smith     |                |        |                           |                                             | |
| 1961 | Marie Clyburn          |                |        |                           |                                             | |
| 1960 | Lyndia Ann Tarlton     |                |        | 4ª colocada               |                                             | |
| 1959 | Peggy Anne Brown       |                |        |                           |                                             | |
| 1958 | Carol Jean Edwards     |                |        |                           |                                             | |
| 1957 | Peggy Ann Dennis       |                |        |                           |                                             | |
| 1956 | Shirley Bagwell        |                |        | Semi-finalista            |                                             | |
| 1955 | Mary Grace Ratliffe    |                |        |                           |                                             | |
| 1954 | Ann Pickett            |                |        |                           |                                             | |
| 1953 | Libby Walker           |                |        |                           |                                             | |
| 1952 | Doris M. Stanley       |                |        |                           |                                             | |

1 Idade à época do concurso Miss USA